# 젤메
젤메(몽골어: ᠵᠡᠯᠮ᠎ᠡ Zelme, 한국 한자: 者勒蔑 자륵멸, 1157년 ~ 1206년)는 사구 중 한명이었으며 칭기즈칸이 가장 신임하던 장수였다. 수부타이의 형이다.

## 생애
1157년에 태어났으며 어렸을 적에 아버지에 의해 예수게이에게 맡겨졌다. 1178년부터 칭기즈칸을 섬겼으며 그의 동생인 수부타이도 1189년부터 칭기즈칸을 섬겼다. 칭기즈칸은 그를 친구처럼 대해주었다. 1201년, 칭기즈칸이 독화살을 맞았을 때에는 입으로 독을 빨아내었고, 적진에 들어가 물을 훔쳐 칭기즈칸을 간호하기도 하였다. 그 후 사구가 되어 많은 공을 세웠다. 1206년, 몽골 제국이 세워진 직후에 칭기즈칸에게 반항하는 몽골의 부족들의 잔당들을 토벌하기 위해 출정하였다가 전사하였다.

## 같이 보기
- 사준사구
- 보오르추
- 치라운
- 보로클
- 무칼리
- 수부타이
- 제베
- 쿠빌라이